# 第一号型魚雷艇
| 一号型魚雷艇 | 一号型魚雷艇                             |
| ------------ | ---------------------------------------- |
| 第2号魚雷艇  |                                          |
| 艦級概観     |                                          |
| 艦種         | 魚雷艇                                   |
| 艦名         |                                          |
| 前級         | T-0型魚雷艇                              |
| 次級         | 甲型魚雷艇                               |
| 要目         |                                          |
| 排水量       | 20.0トン                                 |
| 全長         | 18.30m                                   |
| 全幅         | 4.30m                                    |
| 吃水         | 0.65m                                    |
| 機関         | 九四式水冷航空エンジン2基 2軸、1,800馬力 |
| 速力         | 38ノット                                 |
| 航続距離     | 30ノットで210海里                        |
| 燃料         | ガソリン                                 |
| 乗員         | 7名                                      |
| 兵装         | 45cm魚雷落射機2基 7.7mm機銃2挺           |

一号型魚雷艇は日本海軍の魚雷艇。同型艇6隻。計画番号はT-1で、T-1型とも称される。『世界の艦船 日本海軍特務艦船史』では乙型に分類しているが、『昭和造船史』では乙型としていない。
同じ図面で建造された151号型についても記述する。

## 概要
マル臨計画により1939年（昭和14年）度の臨時軍事費から6隻が建造された。建造は横浜ヨット鶴見工場で1941年（昭和16年）6月に着工、12月に竣工した。試作艇、輸入艇などを除くと太平洋戦争開戦前に竣工した唯一の魚雷艇となった。構造は軽構造木造、船体はステップ無しのV型船体でT-0型魚雷艇を元に改良された形であった。魚雷落射機2基はT-0型の艦尾に射出する方式からMAS艇と同じ舷側射出方式に変更された。エンジンはT-0型と同じ九四式水冷航空エンジン2基だった。
「T-1型魚雷艇六隻は、日本海軍において最も成功した型である」という主張もある。

### 戦歴
本型6隻は第1水雷艇隊を編成して横須賀防備隊に所属した。開戦後はウェーク島とタラワ島に3隻ずつ展開し、ウェーク島の3隻とタラワ島の2隻は1943年（昭和18年）に戦没、9月の時点で水雷学校の練習艇として1隻が長浦港に残存していた。

### 同型艦
- 1号から6号。

## 151号型
1943年（昭和18年）の乙型魚雷艇生産の際に外地工作部の利用も考えられ、同年4月に香港の第2工作部に6隻、スラバヤの第102工作部に8隻の建造が訓令された。現地の木材で船体を建造、機関と兵装は日本から輸送し、1944年（昭和19年）に一号型の図面で建造された。同型艇は151号から165号の15隻。